# Michael Herskind
Anton Henrik Michael Herskind (født 28. juni 1817 i Aarhus, død 17. august 1862 i Aarhus) var købmand, grosserer samt medlem af Borgerrepræsentationen fra den 27. januar 1848 til 1860. Viceformand fra den 25. januar 1849 til 1854. Formand fra den 18. maj 1854 til den 19. januar 1860.

## Herskind i Aarhus
Herskind tilhørte en af de ældre ansete aarhusianske købmandsfamilier og var en halvbror til Peter Herskind. Efter at han havde tilbragt adskillige år i udlandet - i navnlig Hamburg og London - tog han den 24. april 1843 borgerskab som købmand i Aarhus og etablerede sig nogle dage, senere med kommissions- og vekselforretninger som arbejdsområde. Efterhånden oparbejdede han en betydelig eksportforretning, især i England, således at det var ham, der sammen med et par andre handelshuse havde æren af, at Aarhus' handelsforbindelser i denne periode blev udvidet. Herskind drev dog også indenlandsk handel. Han solgte kul og mursten, de sidste fra Kyø teglværk vest for Nibe, ligesom han var inkassator for teglværket 'Frederikslund'.
Også i kommunale anliggender tog Herskind virksomt del. Han blev valgt ind i borgerrepræsentationen i begyndelsen af 1848 og sad der til udgangen af 1860; i årene 1849-54 var han viceformand, 1854-59 formand for borgerrepræsentationen.
Herskind havde indledt sin købmandsforretning i C.M. Schmidts gård ved Mindebroen i 1843. Forretningen gik så godt, at han som blot 31-årig havde råd til at opføre en ny stor købmandsgård med hele 14 kakkelovne og to komfurer på Mejlgade 7, hvortil forretningen nu blev flyttet. Da Herskind kun handlede en gros, var forhuset ikke indrettet med en butik i stueetagen. I stedet bestod forhuset af to separate lejligheder, hvor Herskind selv boede i den ene. Forretningen fortsatte med at gå strygende, og i 1860 fik Herskind forlænget sit sidehus. Herskind døde dog blot 45 år gammel i 1862. 
Ved Herskinds død blev det fremhævet, at han ved sin elskværdige og retskafne karakter havde formået at vinde en talrig kreds af venner, og at han var agtet og afholdt.

## Medlem af eller repræsentant i ...
- Indkvarteringskommissionen 1848
- Budgetkomiteen 1848, 1854 og 1856-57
- Skolekommissionen 1848-62

## Familie
- Forældre: købmand Michel Pedersen Herskind og hustru Lucie Kassel.
- Gift den 19. maj 1857 i Aarhus med Jacobine Marie Herskind.
- Halvbror til Peter Herskind